# Río Meta
Der Río Meta ist mit einem mittleren Abfluss von rund 4300 m³/s der drittgrößte Nebenfluss des südamerikanischen Stromes Orinoco und fließt durch die östlichen Llanos von Kolumbien. Er ist 1200 Kilometer lang und auf ca. 900 Kilometern ab Puerto López für den Schiffsverkehr freigegeben. Dieser Fluss ist damit ein wichtiger Handelsweg zwischen Kolumbien und Venezuela.
Der Río Meta entsteht aus den Flüssen Río Humea, Río Guayuriba und Río Guatiquía, die auf den Hochlagen des Nationalparks Sumapaz, auf der östlichen Kordillere der Anden, ihren Ursprung finden. In den Río Meta fließen unter anderem der Río Cravo Sur, der Río Casanare, der Río Cusiana, der Río Upía und der Río Manacacías.